# أنديرس برجلاند
أنديرس برجلاند (بالسويدية: Anders Berglund)‏ هو موسيقي وعازف بيانو وملحن سويدي، ولد في 21 يوليو 1948.

## وصلات خارجية
- أنديرس برجلاند على موقع IMDb (الإنجليزية)
- أنديرس برجلاند على موقع ميوزك برينز (الإنجليزية)
- أنديرس برجلاند على موقع ديسكوغز (الإنجليزية)
- أنديرس برجلاند على موقع قاعدة بيانات الفيلم (الإنجليزية)